# Општина Чернатешти (Бузау)
Чернатешти (рум. Cernăteşti) општина је у Румунији у округу Бузау.
Oпштина се налази на надморској висини од 219 m.